# Leaders Cup 2015
Navigation
Disneyland Paris 2014 Disneyland Paris 2016
La troisième édition de la Leaders Cup de basket-ball (ou Disneyland Paris Leaders Cup LNB pour des raisons de parrainage) se déroule du 20 au 22 février 2015 à la Disney Events Arena de Disneyland Paris à Chessy (Seine-et-Marne).

## Contexte
À l'issue de la phase « Aller » de la saison 2014-2015 du championnat de Pro A, les huit premières équipes sont qualifiées pour la compétition. Celle-ci se joue sur trois jours, à partir des quarts de finale, suivant le format des matches à élimination directe.

## Résumé
Les huit équipes qualifiées sont reversées dans deux chapeaux (un chapeau pour les équipes classées de 1 à 4 et un deuxième chapeau pour les équipes classées de 5 à 8) pour le tirage au sort des rencontres. Ce tirage est effectué par l'humoriste et comédien Fred Testot le jeudi 22 janvier 2015

### Équipes qualifiées
Classement des huit premières équipes de Pro A à l'issue de la 17e journée de la saison 2014-2015 :
| Rang | Équipe          | %  | J  | G  | P | Pp   | Pc   | GA  |
| ---- | --------------- | -- | -- | -- | - | ---- | ---- | --- |
| 1    | Limoges         | 82 | 17 | 14 | 3 | 1374 | 1213 | 161 |
| 2    | Nanterre        | 82 | 17 | 14 | 3 | 1415 | 1245 | 170 |
| 3    | Strasbourg      | 82 | 17 | 14 | 3 | 1255 | 1086 | 169 |
| 4    | Dijon           | 71 | 17 | 12 | 5 | 1336 | 1262 | 74  |
| 5    | Nancy           | 59 | 17 | 10 | 7 | 1283 | 1250 | 33  |
| 6    | Paris Levallois | 53 | 17 | 9  | 8 | 1290 | 1279 | 11  |
| 7    | Le Mans         | 53 | 17 | 9  | 8 | 1246 | 1241 | 5   |
| 8    | Le Havre        | 53 | 17 | 9  | 8 | 1298 | 1273 | 25  |

### Chapeaux
| Pot 1                             | Pot 2                                  |
| --------------------------------- | -------------------------------------- |
| Limoges Nanterre Strasbourg Dijon | Nancy Paris-Levallois Le Mans Le Havre |

## Tableau
|  | Quarts de finale     | Quarts de finale  | Quarts de finale     | Quarts de finale  |            |            | Demi-finales      | Demi-finales      | Demi-finales      | Demi-finales      |  |  | Finale           | Finale           | Finale           | Finale           |
|  |                      |                   |                      |                   |            |            |                   |                   |                   |                   |  |  |                  |                  |                  |                  |
|  | 20 février - 13 h    | 20 février - 13 h | 20 février - 13 h    | 20 février - 13 h |            |            | 21 février - 18 h | 21 février - 18 h | 21 février - 18 h | 21 février - 18 h |  |  | 22 février - 17h | 22 février - 17h | 22 février - 17h | 22 février - 17h |
|  | 20 février - 13 h    | 20 février - 13 h | 20 février - 13 h    | 20 février - 13 h |            |            | 21 février - 18 h | 21 février - 18 h | 21 février - 18 h | 21 février - 18 h |  |  | 22 février - 17h | 22 février - 17h | 22 février - 17h | 22 février - 17h |
|  | 3                    | Strasbourg        | 73                   | 73                |            |            | 21 février - 18 h | 21 février - 18 h | 21 février - 18 h | 21 février - 18 h |  |  | 22 février - 17h | 22 février - 17h | 22 février - 17h | 22 février - 17h |
|  | 3                    | Strasbourg        | 73                   | 73                |            |            | 21 février - 18 h | 21 février - 18 h | 21 février - 18 h | 21 février - 18 h |  |  | 22 février - 17h | 22 février - 17h | 22 février - 17h | 22 février - 17h |
|  | 8                    | Le Havre          | 57                   | 57                |            |            | 21 février - 18 h | 21 février - 18 h | 21 février - 18 h | 21 février - 18 h |  |  | 22 février - 17h | 22 février - 17h | 22 février - 17h | 22 février - 17h |
|  | 8                    | Le Havre          | 57                   | 57                | Strasbourg | Strasbourg | 79ap              | 79ap              |                   |                   |  |  | 22 février - 17h | 22 février - 17h | 22 février - 17h | 22 février - 17h |
|  | 20 février - 15 h 30 |                   |                      |                   | Strasbourg | Strasbourg | 79ap              | 79ap              |                   |                   |  |  | 22 février - 17h | 22 février - 17h | 22 février - 17h | 22 février - 17h |
|  |                      |                   | Dijon                | Dijon             | 72         | 72         |                   |                   |                   |                   |  |  | 22 février - 17h | 22 février - 17h | 22 février - 17h | 22 février - 17h |
|  | 4                    | Dijon             | Dijon                | Dijon             | 72         | 72         | 80                | 80                |                   |                   |  |  | 22 février - 17h | 22 février - 17h | 22 février - 17h | 22 février - 17h |
|  | 4                    | Dijon             | 21 février - 20 h 30 |                   |            |            | 80                | 80                |                   |                   |  |  | 22 février - 17h | 22 février - 17h | 22 février - 17h | 22 février - 17h |
|  | 6                    | Paris-Levallois   | 66                   | 66                |            |            |                   |                   |                   |                   |  |  | 22 février - 17h | 22 février - 17h | 22 février - 17h | 22 février - 17h |
|  | 6                    | Paris-Levallois   | 66                   | 66                | Strasbourg | Strasbourg | 60                | 60                |                   |                   |  |  |                  |                  |                  |                  |
|  | 20 février - 18 h    |                   |                      |                   | Strasbourg | Strasbourg | 60                | 60                |                   |                   |  |  |                  |                  |                  |                  |
|  |                      |                   | Le Mans              | Le Mans           | 58         | 58         |                   |                   |                   |                   |  |  |                  |                  |                  |                  |
|  | 2                    | Nanterre          | Le Mans              | Le Mans           | 58         | 58         | 96                | 96                |                   |                   |  |  |                  |                  |                  |                  |
|  | 2                    | Nanterre          |                      |                   |            |            |                   |                   |                   |                   |  |  |                  |                  |                  |                  |
|  | 7                    | Le Mans           | 98ap                 | 98ap              |            |            |                   |                   |                   |                   |  |  |                  |                  |                  |                  |
|  | 7                    | Le Mans           | 98ap                 | 98ap              | Le Mans    | Le Mans    | 64                | 64                |                   |                   |  |  |                  |                  |                  |                  |
|  | 20 février - 20 h 30 |                   |                      |                   | Le Mans    | Le Mans    | 64                | 64                |                   |                   |  |  |                  |                  |                  |                  |
|  |                      |                   | Nancy                | Nancy             | 62         | 62         |                   |                   |                   |                   |  |  |                  |                  |                  |                  |
|  | 1                    | Limoges           | Nancy                | Nancy             | 62         | 62         | 68                | 68                |                   |                   |  |  |                  |                  |                  |                  |
|  | 1                    | Limoges           |                      |                   |            |            |                   | 68                |                   |                   |  |  |                  |                  |                  |                  |
|  | 5                    | Nancy             | 77                   | 77                |            |            |                   |                   |                   |                   |  |  |                  |                  |                  |                  |
|  | 5                    | Nancy             | 77                   | 77                |            |            |                   |                   |                   |                   |  |  |                  |                  |                  |                  |
|  |                      |                   |                      |                   |            |            |                   |                   |                   |                   |  |  |                  |                  |                  |                  |

## Rencontres

### Quarts de finale
| 20 février 2015 13 h 00 CET | Boxscore | Strasbourg                                                    | 73-57                               | Le Havre                                                        |  | Disneyland Events Arena, Chessy (Disneyland Paris) Arbitres : Viator Matteus Rosso | Canal+ Sport |
| 20 février 2015 13 h 00 CET | Boxscore | Score par quart-temps : 17-16, 18-16, 18-11, 20-14            |                                     |                                                                 |  | Disneyland Events Arena, Chessy (Disneyland Paris) Arbitres : Viator Matteus Rosso | Canal+ Sport |
| 20 février 2015 13 h 00 CET | Boxscore | Score par mi-temps : 35-32, 38-25                             |                                     |                                                                 |  | Disneyland Events Arena, Chessy (Disneyland Paris) Arbitres : Viator Matteus Rosso | Canal+ Sport |
| 20 février 2015 13 h 00 CET | Boxscore | Ali Traore 15 Matt Howard 10 Louis Campbell 10 Matt Howard 22 | Points Rebonds Passes d. Évaluation | Ricardo Greer 18 Cox, Greer, King 6 John Cox 5 Ricardo Greer 15 |  | Disneyland Events Arena, Chessy (Disneyland Paris) Arbitres : Viator Matteus Rosso | Canal+ Sport |

| 20 février 2015 15 h 30 CET | Boxscore | Dijon                                                           | 80-66                               | Paris Levallois                                             |  | Disneyland Events Arena, Chessy (Disneyland Paris) Arbitres : Chambon Jeanneau Mortz | Canal+ Sport |
| 20 février 2015 15 h 30 CET | Boxscore | Score par quart-temps : 17-18, 19-21, 22-19, 22-8               |                                     |                                                             |  | Disneyland Events Arena, Chessy (Disneyland Paris) Arbitres : Chambon Jeanneau Mortz | Canal+ Sport |
| 20 février 2015 15 h 30 CET | Boxscore | Score par mi-temps : 36-39, 44-27                               |                                     |                                                             |  | Disneyland Events Arena, Chessy (Disneyland Paris) Arbitres : Chambon Jeanneau Mortz | Canal+ Sport |
| 20 février 2015 15 h 30 CET | Boxscore | Steven Gray 24 Jacques Alingue 9 Erving Walker 7 Steven Gray 25 | Points Rebonds Passes d. Évaluation | Blake Schilb 18 Sharrod Ford 9 Mike Green 6 Landing Sané 21 |  | Disneyland Events Arena, Chessy (Disneyland Paris) Arbitres : Chambon Jeanneau Mortz | Canal+ Sport |

| 20 février 2015 18 h 00 CET | Boxscore | Nanterre                                                                  | 96-98                               | Le Mans                                                                 | 3 OT | Disneyland Events Arena, Chessy (Disneyland Paris) Arbitres : Collin Difallah Paic | Sport+ |
| 20 février 2015 18 h 00 CET | Boxscore | Score par quart-temps : 13-21, 14-26, 21-10, 20-11, OT : 9-9, 10-10, 9-11 |                                     |                                                                         | 3 OT | Disneyland Events Arena, Chessy (Disneyland Paris) Arbitres : Collin Difallah Paic | Sport+ |
| 20 février 2015 18 h 00 CET | Boxscore | Score par mi-temps : 27-47, 69-51                                         |                                     |                                                                         | 3 OT | Disneyland Events Arena, Chessy (Disneyland Paris) Arbitres : Collin Difallah Paic | Sport+ |
| 20 février 2015 18 h 00 CET | Boxscore | Jamal Shuler 25 Kyle Weems 12 Joseph Gomis 9 Riley, Weems 22              | Points Rebonds Passes d. Évaluation | Ewing, Ignerski 18 Mouphtaou Yarou 8 Ewing, Wallace 4 Ewing, Wallace 17 | 3 OT | Disneyland Events Arena, Chessy (Disneyland Paris) Arbitres : Collin Difallah Paic | Sport+ |

| 20 février 2015 20 h 50 CET | Boxscore | Limoges                                                                  | 68-77                               | Nancy                                                                      |  | Disneyland Events Arena, Chessy (Disneyland Paris) Arbitres : Bissang Hosselet Hamzaoui | Sport+ |
| 20 février 2015 20 h 50 CET | Boxscore | Score par quart-temps : 12-20, 16-22, 20-16, 20-19                       |                                     |                                                                            |  | Disneyland Events Arena, Chessy (Disneyland Paris) Arbitres : Bissang Hosselet Hamzaoui | Sport+ |
| 20 février 2015 20 h 50 CET | Boxscore | Score par mi-temps : 28-42, 40-35                                        |                                     |                                                                            |  | Disneyland Events Arena, Chessy (Disneyland Paris) Arbitres : Bissang Hosselet Hamzaoui | Sport+ |
| 20 février 2015 20 h 50 CET | Boxscore | Nobel Boungou Colo 12 Adrien Moerman 7 Jamar Smith 6 Mickaël Gelabale 13 | Points Rebonds Passes d. Évaluation | Vaughn Duggins 25 Randal Falker 8 Clark, Sene, Duggins 4 Vaughn Duggins 27 |  | Disneyland Events Arena, Chessy (Disneyland Paris) Arbitres : Bissang Hosselet Hamzaoui | Sport+ |

### Demi-finales
| 21 février 2015 18 h 00 CET | Boxscore | Strasbourg                                                      | 79-72                               | Dijon                                                    | OT | Disneyland Events Arena, Chessy (Disneyland Paris) Arbitres : Bissang Collin Hamzaoui | Sport+ |
| 21 février 2015 18 h 00 CET | Boxscore | Score par quart-temps : 17-13, 16-18, 16-18, 17-17, OT : 13-6   |                                     |                                                          | OT | Disneyland Events Arena, Chessy (Disneyland Paris) Arbitres : Bissang Collin Hamzaoui | Sport+ |
| 21 février 2015 18 h 00 CET | Boxscore | Score par mi-temps : 33-31, 45-40                               |                                     |                                                          | OT | Disneyland Events Arena, Chessy (Disneyland Paris) Arbitres : Bissang Collin Hamzaoui | Sport+ |
| 21 février 2015 18 h 00 CET | Boxscore | Antoine Diot 22 Diot, Campbell 7 Antoine Diot 9 Antoine Diot 28 | Points Rebonds Passes d. Évaluation | Steven Gray 19 Moss, Alingue 8 Aldo Curti 3 Zach Moss 16 | OT | Disneyland Events Arena, Chessy (Disneyland Paris) Arbitres : Bissang Collin Hamzaoui | Sport+ |

| 21 février 2015 20 h 30 CET | Boxscore | Nancy                                                                  | 62-64                               | Le Mans                                                             |  | Disneyland Events Arena, Chessy (Disneyland Paris) Arbitres : Viator Matteus Paic | Sport+ |
| 21 février 2015 20 h 30 CET | Boxscore | Score par quart-temps : 14-20, 15-15, 15-10, 18-19                     |                                     |                                                                     |  | Disneyland Events Arena, Chessy (Disneyland Paris) Arbitres : Viator Matteus Paic | Sport+ |
| 21 février 2015 20 h 30 CET | Boxscore | Score par mi-temps : 29-35, 33-29                                      |                                     |                                                                     |  | Disneyland Events Arena, Chessy (Disneyland Paris) Arbitres : Viator Matteus Paic | Sport+ |
| 21 février 2015 20 h 30 CET | Boxscore | Keydren Clark 18 Florent Piétrus 11 Keydren Clark 3 Florent Pietrus 17 | Points Rebonds Passes d. Évaluation | Charles Kahudi 15 Charles Kahudi 6 C.J. Wallace 3 Charles Kahudi 16 |  | Disneyland Events Arena, Chessy (Disneyland Paris) Arbitres : Viator Matteus Paic | Sport+ |

### Finale
| 22 février 2015 17 h 00 CET | Boxscore | Strasbourg                                                        | 60-58                               | Le Mans                                                                       |  | Disneyland Events Arena, Chessy (Disneyland Paris) Arbitres : Viator Bissang Collin | Canal+ |
| 22 février 2015 17 h 00 CET | Boxscore | Score par quart-temps : 13-15, 18-9, 16-8, 13-26                  |                                     |                                                                               |  | Disneyland Events Arena, Chessy (Disneyland Paris) Arbitres : Viator Bissang Collin | Canal+ |
| 22 février 2015 17 h 00 CET | Boxscore | Score par mi-temps : 31-24, 29-34                                 |                                     |                                                                               |  | Disneyland Events Arena, Chessy (Disneyland Paris) Arbitres : Viator Bissang Collin | Canal+ |
| 22 février 2015 17 h 00 CET | Boxscore | Antoine Diot 11 Fofana, Howard 6 Antoine Diot 5 Bangaly Fofana 10 | Points Rebonds Passes d. Évaluation | Ewing, Kahudi 12 Charles Kahudi 8 Ely, Cornelie, Wallace 2 Kahudi, Wallace 11 |  | Disneyland Events Arena, Chessy (Disneyland Paris) Arbitres : Viator Bissang Collin | Canal+ |

## Récompenses

### MVP de la compétition
La LNB a décerné un titre de MVP au meilleur joueur de chaque match de la compétition : 
| Journée          | Joueur         | Équipe     | Évaluation | Points | Rebonds | Passes décisives |
| ---------------- | -------------- | ---------- | ---------- | ------ | ------- | ---------------- |
| Quarts de finale | Matt Howard    | Strasbourg | 22         | 14     | 10      | 2                |
| Quarts de finale | Steven Gray    | Dijon      | 25         | 24     | 4       | 2                |
| Quarts de finale | Charles Kahudi | Le Mans    | 14         | 15     | 6       | 2                |
| Quarts de finale | Vaughn Duggins | Nancy      | 27         | 25     | 4       | 4                |
| Demi-finales     | Antoine Diot   | Strasbourg | 28         | 22     | 7       | 9                |
| Demi-finales     | Charles Kahudi | Le Mans    | 16         | 15     | 6       | 1                |
| Finale           | Antoine Diot   | Strasbourg | 9          | 11     | 2       | 5                |

Antoine Diot est désigné MVP de la Leaders Cup 2015.